# Europese kampioenschappen veldlopen 2017
De 24e editie van de Europese kampioenschappen veldlopen vond op 10 december 2017 plaats in de Slowaakse plaats Šamorín.

## Uitslagen

### Mannen Senioren
| Plaats | Atleet              | Land                | Tijd (min.s) |
| ------ | ------------------- | ------------------- | ------------ |
|        | Kaan Kigen Özbilen  | Turkije             | 29.45        |
|        | Adel Mechaal        | Spanje              | 29.54        |
|        | Andrew Butchart     | Verenigd Koninkrijk | 30.00        |
| 4      | Hassan Chahdi       | Frankrijk           | 30.01        |
| 5      | Soufiane Bouchikhi  | België              | 30.04        |
| 6      | Ben Connor          | Verenigd Koninkrijk | 30.08        |
| 7      | Aras Kaya           | Turkije             | 30.14        |
| 8      | Daniel Mateo        | Spanje              | 30.16        |
| 9      | Polat Kemboi Arıkan | Turkije             | 30.17        |
| 10     | Ayad Lamdassem      | Spanje              | 30.18        |

| Plaats | Land                                                             | Punten          |
| ------ | ---------------------------------------------------------------- | --------------- |
|        | Turkije Kaan Kigen Özbilen Aras Kaya Polat Kemboi Arıkan         | 1 + 7 + 9 = 17  |
|        | Spanje Adel Mechaal Daniel Mateo Ayad Lamdassem                  | 2 + 8 + 10 = 20 |
|        | Verenigd Koninkrijk Andrew Butchart Ben Connor Thomas Lancashire | 3 + 6 + 26 = 35 |

### Vrouwen Senioren
| Plaats | Atleet                    | Land                | Tijd (min.s) |
| ------ | ------------------------- | ------------------- | ------------ |
|        | Yasemin Can               | Turkije             | 26.48        |
|        | Meraf Bahta               | Zweden              | 27.03        |
|        | Karoline Bjerkeli Grøvdal | Noorwegen           | 27.04        |
| 4      | Roxana Bârcă              | Roemenië            | 27,21        |
| 5      | Elena Burkard             | Duitsland           | 27.21        |
| 6      | Charlotte Taylor          | Verenigd Koninkrijk | 27.23        |
| 7      | Fabienne Schlumpf         | Zwitserland         | 27.24        |
| 8      | Emelia Gorecka            | Verenigd Koninkrijk | 27.34        |
| 9      | Gemma Steel               | Verenigd Koninkrijk | 27.41        |
| 10     | Stephanie Twell           | Verenigd Koninkrijk | 27.43        |

| Plaats | Land                                                            | Punten           |
| ------ | --------------------------------------------------------------- | ---------------- |
|        | Verenigd Koninkrijk Charlotte Taylor Emelia Gorecka Gemma Steel | 6 + 8 + 9 = 23   |
|        | Roemenië Roxana Bârcă Ancuța Bobocel Cristina Simion            | 4 + 11 + 16 = 31 |
|        | Turkije Yasemin Can Özlem Kaya Esma Aydemir                     | 1 + 26 + 27 = 54 |

### Senioren gemixt
| Plaats | Land                                                                           | Tijd  |
| ------ | ------------------------------------------------------------------------------ | ----- |
|        | Verenigd Koninkrijk Melissa Courtney Cameron Boyek Sarah McDonald Tom Marshall | 18.24 |
|        | Tsjechië Simona Vrzalová Filip Sasínek Kristiina Mäki Jakub Holua              | 18.25 |
|        | Spanje Solange Pereira Víctor Ruiz Esther Guerrero Jesús Gómez                 | 18.26 |

### Mannen onder 23
| Plaats | Atleet                    | Land      | Tijd (min.s) |
| ------ | ------------------------- | --------- | ------------ |
|        | Jimmy Gressier            | Frankrijk | 24.35        |
|        | Hugo Hay                  | Frankrijk | 24.37        |
|        | Yemaneberhan Crippa       | Italië    | 24.42        |
| 4      | Emmanuel Roudolff Lévisse | Frankrijk | 24.43        |
| 5      | Carlos Mayo               | Spanje    | 24.46        |
| 6      | Simon Debognies           | België    | 24.47        |
| 7      | Alexis Miellet            | Frankrijk | 24.47        |
| 8      | Topi Raitanen             | Finland   | 24.47        |
| 9      | Robin Hendrix             | België    | 24.48        |
| 10     | Süleyman Bekmezci         | Turkije   | 24.49        |

| Plaats | Land                                                          | Punten            |
| ------ | ------------------------------------------------------------- | ----------------- |
|        | Frankrijk Jimmy Gressier Hugo Hay Emmanuel Roudolff Lévisse   | 1 + 2 + 4 = 7     |
|        | België Simon Debognies Robin Hendrix Michael Somers           | 6 + 9 + 11 = 26   |
|        | Verenigd Koninkrijk Mahamed Mahamed Chris Olley Patrick Dever | 12 + 13 + 16 = 41 |

### Vrouwen onder 23
| Plaats | Atleet                  | Land                | Tijd (min.s) |
| ------ | ----------------------- | ------------------- | ------------ |
|        | Alina Reh               | Duitsland           | 20:22        |
|        | Konstanze Klosterhalfen | Duitsland           | 20.25        |
|        | Jessica Judd            | Verenigd Koninkrijk | 20.45        |
| 4      | Amy-Eloise Markovc      | Verenigd Koninkrijk | 20.59        |
| 5      | Amy Griffiths           | Verenigd Koninkrijk | 21.02        |
| 6      | Isabelle Brauer         | Zweden              | 21.09        |
| 7      | Anna Emilie Møller      | Denemarken          | 21.14        |
| 8      | Weronika Pyzik          | Polen               | 21.18        |
| 9      | Mhairi MacLennan        | Verenigd Koninkrijk | 21.26        |
| 10     | Phoebe Law              | Verenigd Koninkrijk | 21,26        |

| Plaats | Land                                                            | Punten            |
| ------ | --------------------------------------------------------------- | ----------------- |
|        | Verenigd Koninkrijk Jessica Judd Amy-Eloise Neale Amy Griffiths | 3 + 4+ 5 = 12     |
|        | Duitsland Alina Reh Konstanze Klosterhalfen Anna Gehring        | 1 + 2 + 12 = 15   |
|        | Turkije Emine Tuna Büsra Koku Yayla Kiliç                       | 11 + 16 + 19 = 46 |

### Mannen Junioren
| Plaats | Atleet             | Land      | Tijd (min.s) |
| ------ | ------------------ | --------- | ------------ |
|        | Jakob Ingebrigtsen | Noorwegen | 18.39        |
|        | Ramazan Barbaros   | Turkije   | 18.41        |
|        | Louis Gilavert     | Frankrijk | 18.45        |
| 4      | Yani Khelaf        | Frankrijk | 18.47        |
| 5      | Miguel González    | Spanje    | 18.48        |
| 6      | Adrian Garcea      | Roemenië  | 18.48        |
| 7      | Annasse Mahboub    | Spanje    | 18.49        |
| 8      | Ignacio Fontes     | Spanje    | 18.50        |
| 9      | Mario García       | Spanje    | 18.50        |
| 10     | Markus Görger      | Duitsland | 18.50        |

| Plaats | Land                                                          | Punten           |
| ------ | ------------------------------------------------------------- | ---------------- |
|        | Spanje Miguel González Annasse Mahboub Ignacio Fontes         | 5 + 7 + 8 = 20   |
|        | Frankrijk Louis Gilavert Yani Khelaf Ilyes Boum               | 3 + 4 + 20 = 27  |
|        | Turkije Ramazan Barbaros Abdurrahman Gediklioglu Ömer Amaçtan | 2 + 21 + 26 = 49 |

### Vrouwen Junioren
| Plaats | Atleet                | Land                | Tijd (min.s) |
| ------ | --------------------- | ------------------- | ------------ |
|        | Harriet Knowles-Jones | Verenigd Koninkrijk | 13.48        |
|        | Lili Tóth             | Hongarije           | 13.59        |
|        | Miriam Dattke         | Duitsland           | 14.03        |
| 4      | Jasmijn Lau           | Nederland           | 14.05        |
| 5      | Nadia Battocletti     | Italië              | 14.07        |
| 6      | Francesca Tommasi     | Italië              | 14.07        |
| 7      | Mathilde Sénéchal     | Frankrijk           | 14.08        |
| 8      | Alberte Kjær Pedersen | Denemarken          | 14.09        |
| 9      | Cari Hughes           | Verenigd Koninkrijk | 14.05        |
| 10     | Sophie Murphy         | Ierland             | 14.15        |

| Plaats | Land                                                                  | Punten           |
| ------ | --------------------------------------------------------------------- | ---------------- |
|        | Verenigd Koninkrijk Harriet Knowles-Jones Cari Hughes Khahisa Mhlanga | 1 + 9 + 11 = 21  |
|        | Italië Nadia Battocletti Francesca Tommasi Elisa Cherubini            | 5 + 6 + 22 = 33  |
|        | Spanje Marta García Lucía Rodríguez Carla Gallardo                    | 13 + 15 +19 = 47 |